# 1493: открытие Нового Света, созданного Колумбом
«1493: открытие Нового Света, созданного Колумбом» (англ. 1493: Uncovering the New World Columbus Created) — книга американского писателя и журналиста Чарльза Манна, впервые опубликованная в 2011 году. Книга посвящена всемирным последствиям Колумбова обмена, последовавшего за высадкой Колумба в Америке и послужившего одним из источников нынешней глобальной цивилизации. Книга является продолжением другой книги того же автора — «1491: Новые открытия о доколумбовой Америке» — и развивает идеи книги «Колумбов обмен» (1972) историка Альфреда Кросби.
В Великобритании книга выпущена издательством Granta Books под заголовком 1493: How the Ecological Collision of Europe and the Americas Gave Rise to the Modern World.

## Содержание
В своей книге Манн рассматривает многочисленные экологические, экономические и культурные взаимосвязи, которые возникли между Старым и Новым Светом после открытия Америки Колумбом. Например, он детально рассматривает следующие эпизоды Колумбова обмена:
- В XVI—XVII веках — вывоз американского серебра на Филиппины манильскими галеонами и далее в Китай, испытывавший острую потребность в серебре для нужд внутренней торговли. Взамен в Америку вывозился шёлк и прочие китайские товары, большая часть которых далее перевозилась в Европу Серебряным флотом. Этот обмен привёл к взаимному проникновению людей, животных и растений между Америкой и Азией[5].
- Америка — родина картофеля, индейцы на протяжении столетий возделывали сотни и тысячи его разновидностей, что гарантировало их устойчивость к вредителям. Массовое применение картофеля в Европе было основано на применении лишь немногих (часто единственного) его видов. Однородность возделываемой культуры привела к массовой гибели урожая и катастрофическому голоду в Ирландии после того, как из Америки в Европу проник один из видов вредителей[6].
- Треугольная торговля, в результате которой в Америку из Африки вместе с рабами завезли и малярию. Малярия стала одной из основных причин гораздо более высокой смертности европейцев, вновь прибывающих в Америку, по сравнению с африканцами, многие из которых имели иммунитет к малярии. Малярия переносится малярийными комарами, предпочитающими жаркий и влажный климат. Граница их распространения на север, примерно совпадающая с линией Мэйсона — Диксона, послужила причиной разделения штатов на южные рабовладельческие (в которые было выгоднее завозить рабов) и северные нерабовладельческие (в которые было выгоднее привозить переселенцев из Европы)[7][8].
- Промышленное применение удобрений (гуано) и каучука началось после того, как европейцы обратили внимание на использование этих материалов индейцами и смогли усовершенствовать их технику[6][9].

## Отзывы
Ян Моррис в своём обзоре для The New York Times даёт высокую оценку книге Манна: «Даже самые малообещающие темы он заставляет звучать захватывающе. Например, я теперь по-другому смотрю на кусок резины, зная про буйствующих бразильских нуворишей XIX века, пьющих шампанское из ванн и пристреливающих друг друга на улицах Манауса».
Грегори Макнами из The Washington Post считает книгу «захватывающей и комплексной, образцовой в соединении значимых фактов с хорошим повествованием».
В 2011 году книга была названа в рамках опроса The Wall Street Journal «Что читают руководители мировых корпораций».